# Sedibeng
Sedibeng – dystrykt w Republice Południowej Afryki, w prowincji Gauteng. Większość mieszkańców dystryktu posługuje się językiem sotho. Siedzibą administracyjną dystryktu jest Vereeniging.
Dystrykt dzieli się na gminy:
- Emfuleni
- Midvaal
- Lesedi